# Katrineholms kyrka
Katrineholms kyrka är en kyrkobyggnad som tillhör Katrineholmsbygdens församling i Strängnäs stift. Kyrkan ligger centralt i samhället Katrineholm.

## Kyrkobyggnaden
Beslut om att bygga en ny kyrka i Katrineholm togs av Stora Malms församlings kyrkostämma den 28 november 1895. Kyrkan uppfördes åren 1900 till 1902 efter ritningar av arkitekt Carl Flodin. 11 januari 1903 invigdes kyrkan av biskop Uddo Lechard Ullman.
Kyrkan är byggd av tegel i nygotisk stil och vilar på en sockel av granit. Byggnaden består av långhus med nord-sydlig orientering. I norr finns ett flersidigt kor och i söder ett kyrktorn med ingång. Torntaket och tornspira är klädda med kopparplåt medan kyrkans övriga tak är klädda med skiffer. Ytterväggarna är vitputsade. I lister och fönsteromfattningar är teglet synligt.
Korfönstren har glasmålningar föreställande Jesus med Petrus och Paulus på vardera sidan.

## Inventarier
- Dopfunten i kolmårdsmarmor är från 1902.
- Predikstolen är tillverkad 1926.
- Nuvarande orgel med 28 stämmor är tillverkad 1995 av Walter Thür Orgelbyggen. (Tidigare orgeln var byggd 1904 av A. E. Setterquist & Son med 12 stämmor och två manualer.).

| Man I. Huvudverk C-a3 | Man II. Svällverk C-a3  | Pedal C-f1     | Koppel                   |
| --------------------- | ----------------------- | -------------- | ------------------------ |
| Borduna 16'           | Basetthorn 8'           | Subbas 16'     | II/I                     |
| Principal 8'          | Rörflöjt 8'             | Kvinta 10 2/3' | II/P                     |
| Dubbelflöjt 8'        | Salicional 8'           | Oktava 8'      | I/P                      |
| Oktava 4'             | Voix céleste 8'         | Borduna 8'     |                          |
| Spetsflöjt 4'         | Principal 4'            | Oktava 4'      | Registersvällare         |
| Oktava 2'             | Ekoflöjt 4'             | Basun 16'      | 3000 Setzerkombinationer |
| Mixtur 4 chor         | Nasard 3'               | Trumpet 8'     |                          |
| Cornett 3 chor        | Piccolo 2'              |                |                          |
| Trumpet 8'            | Scharf 3 chor           |                |                          |
|                       | Fagott 16'              |                |                          |
|                       | Trompette harmonique 8' |                |                          |
|                       | Oboe 8'                 |                |                          |
|                       | Tremulant               |                |                          |

- På altaret står ett litet krucifix tillverkat av Albin Helldén.

## Bildgalleri

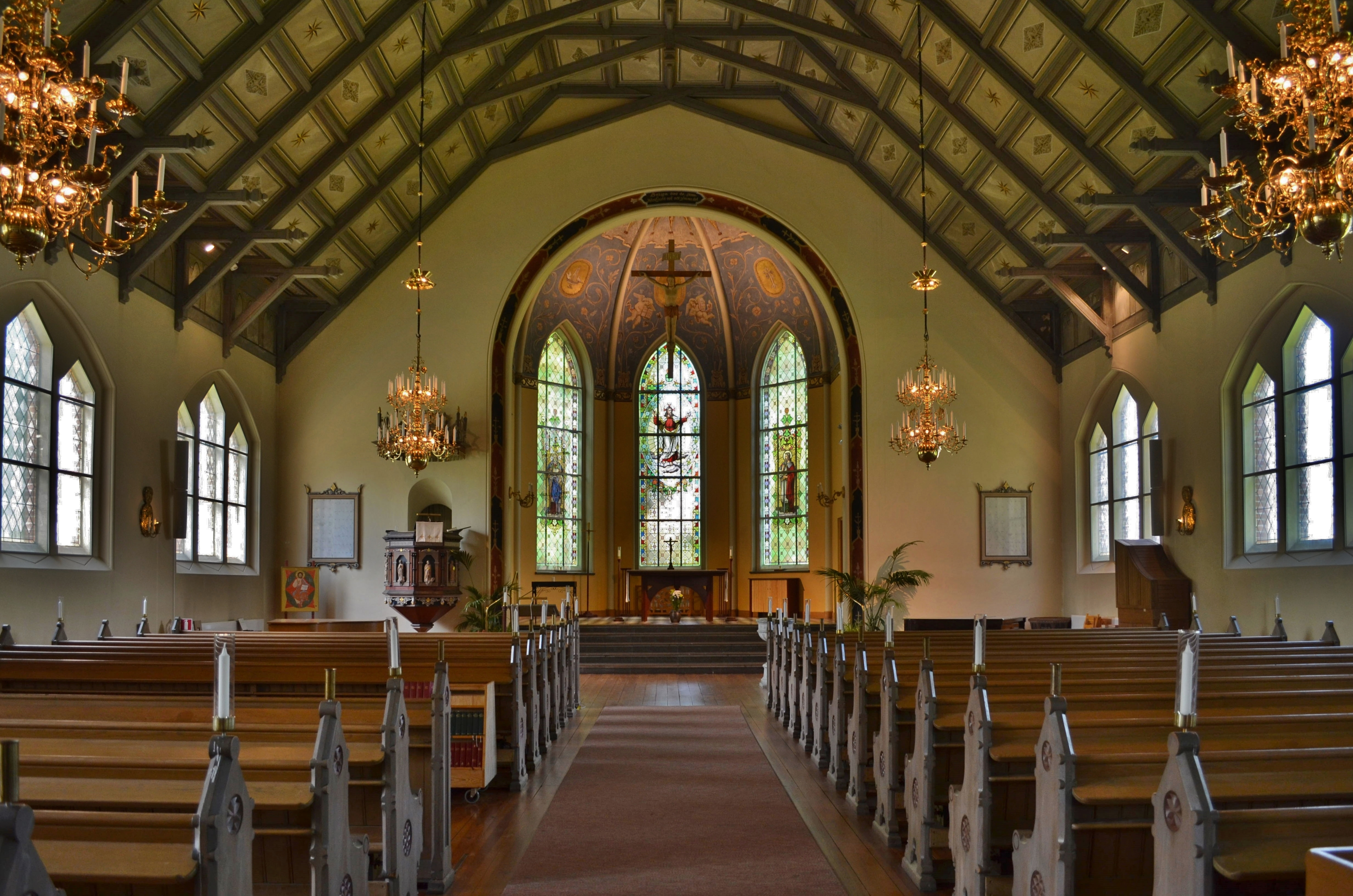
Katrineholms kyrkas kyrksal
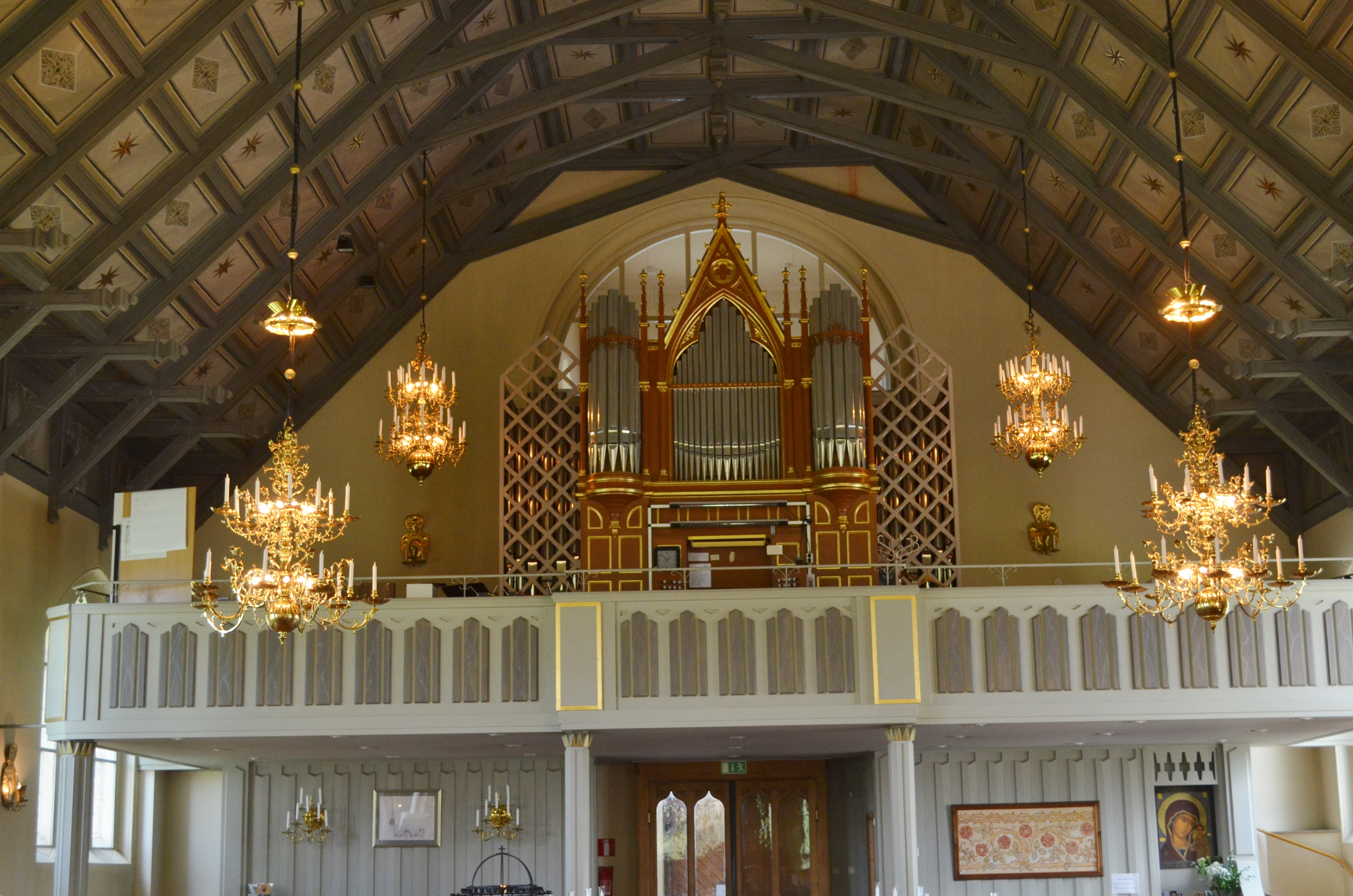
Katrineholms kyrkas orgelläktare
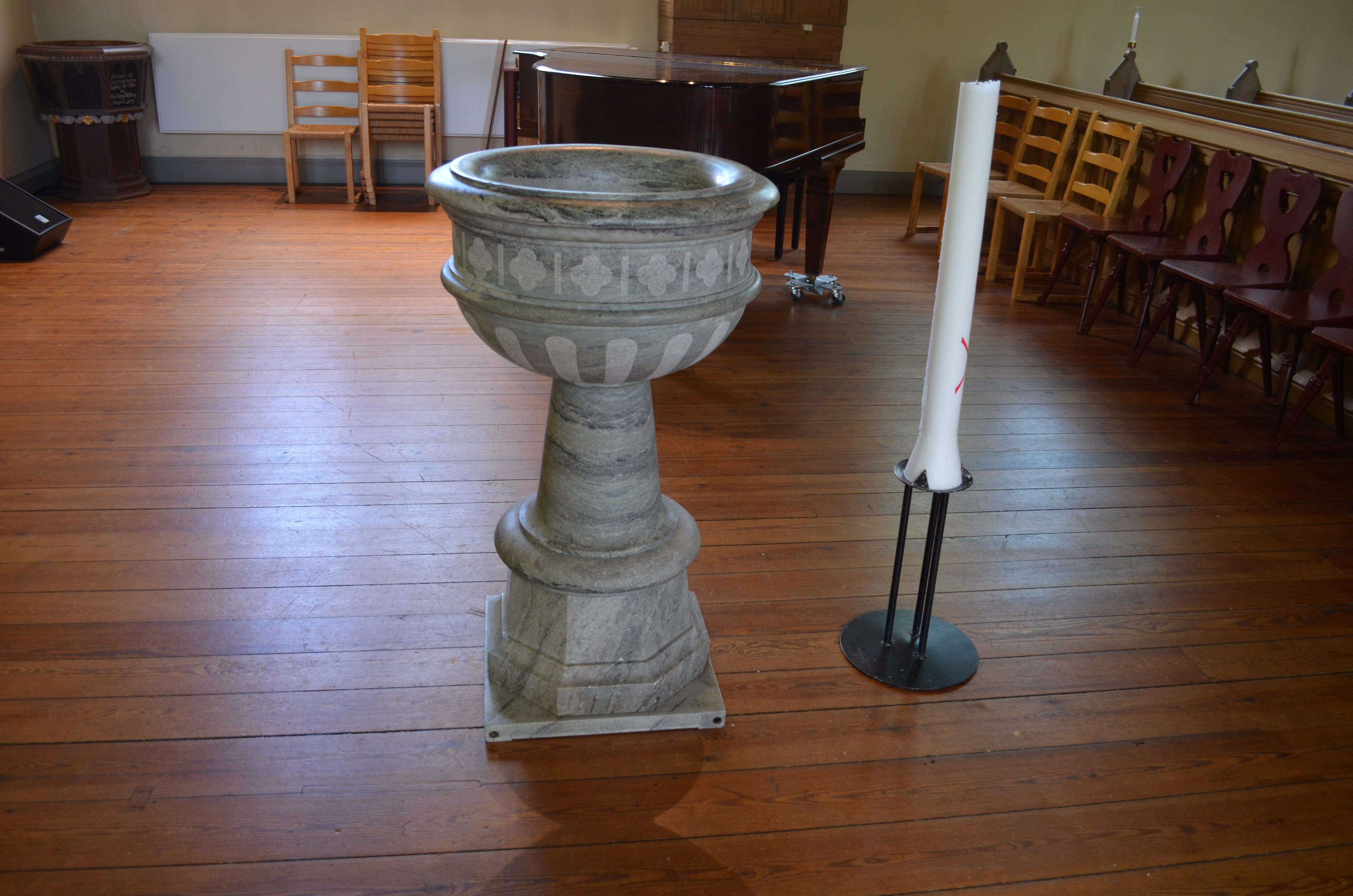
Katrineholms kyrkas dopfunt
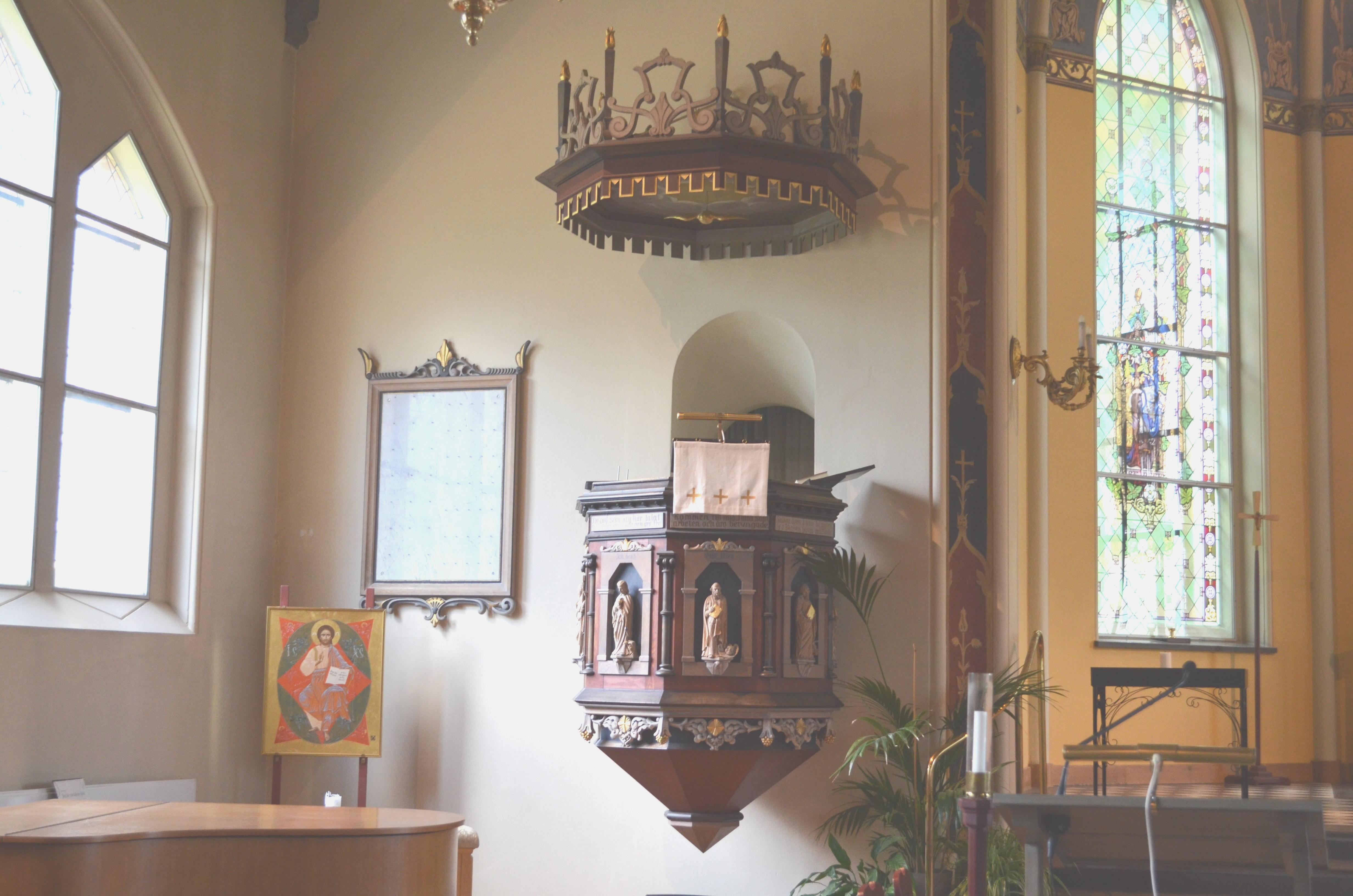
Katrineholms kyrkas predikstol
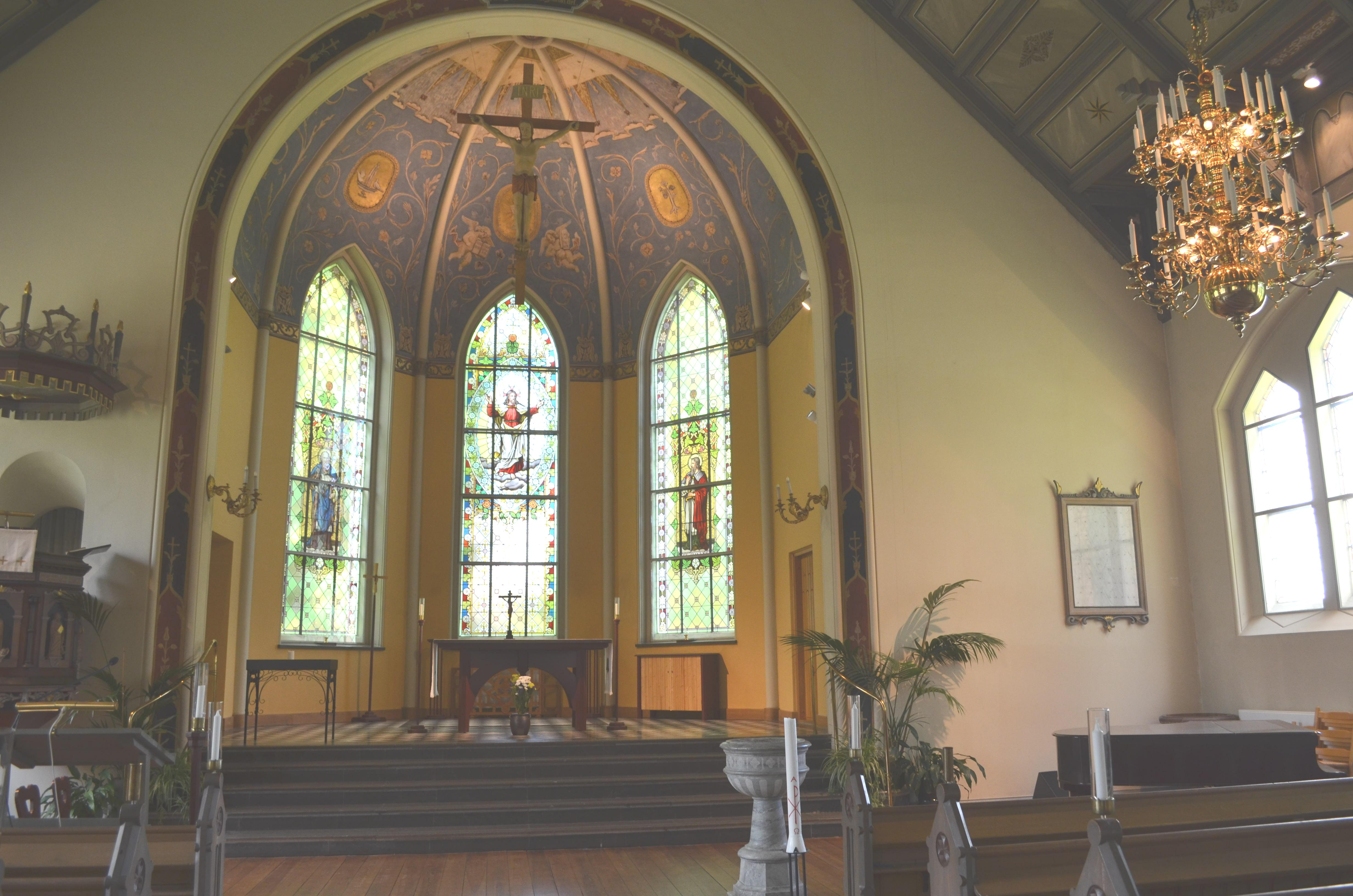
Katrineholms kyrkas altare
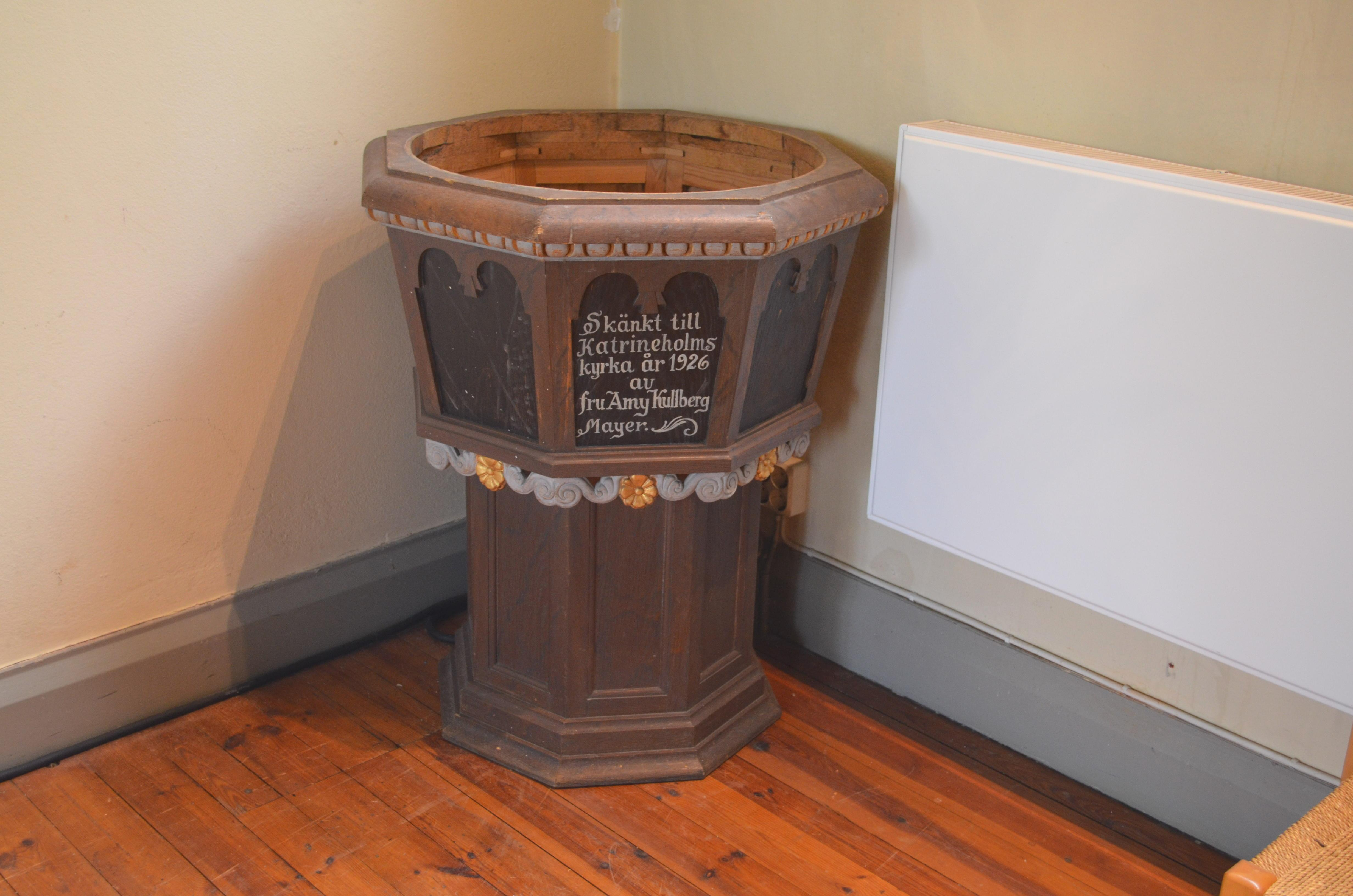
Dopfunt skänkt av fru Amy Kullberg Mayer